# Scherz & Schund Fabrik
Die Scherz & Schund Fabrik ist ein österreichischer Verlag mit Sitz in Linz, der im Jahr 2008 gegründet wurde. Der Verlag hat sich auf die Veröffentlichung von Comics, Cartoons und Karikaturen spezialisiert.

## Programm
Die Scherz & Schund Fabrik glaubt „an die Kraft der Zeichnung“ und will damit den Diskurs in der Gesellschaft fördern.
Zu den Autoren zählen:
- Gerhard Haderer – seit 2008 veröffentlicht der Verlag sein monatliches Comic MOFF. - Haderers feines Schundheftl und weitere seiner Bücher
- Oliver Ottitsch
- Doaa El-Adl
- das FM4-Pärchen Sonja & Bernd (David Pfister & Eva Deutsch)
- Peter Turrini